# Rubus riograndis
Rubus riograndis är en rosväxtart som beskrevs av Liberty Hyde Bailey. Rubus riograndis ingår i släktet rubusar, och familjen rosväxter. Inga underarter finns listade i Catalogue of Life.